# Ангел хранител
Ангел хранител, още ангел пазител, е вид ангел, който е назначен да защитава и ръководи определен човек, група или нация.
Вярата в настойниците може да бъде проследена през цялата древност. Идеята за ангели, които пазят хората, играе важна роля в древния юдаизъм. В християнството йерархията на ангелите е широко развита през V век от Псевдо-Дионисий Ареопагит. Теологията на ангелите и духовете на настойниците е претърпяла много промени след V век. Вярата както на Изток, така и на Запад е, че ангелите хранители служат за защита на всеки човек, на когото Бог ги назначава, и отправят молитва към Бог от името на този човек.

## В свещените книги
Понятието ангел хранител присъства в книгите на еврейската Библия (Танах) и Стария завет и неговото развитие е добре маркирано. Тези книги описват Божиите ангели като негови служители, които изпълняват заповедите му и които понякога са получили специални поръчки по отношение на хората и светските дела.
В Битие 18 – 19 ангелите не само действат като изпълнители на Божия гняв срещу градовете на равнината, но те избавят Лот от опасност; в Изход 32:34 Бог казва на Мойсей: „моят ангел ще отиде пред тебе“. В много по-късен период имаме историята на Тобия, която може да послужи за коментар на думите от Псалм 91:11: „Защото Той ще заповяда на ангелите Си относно вас да ви пазят по всичките ви пътища“ (вж. Псалм 33:8 и 34:5 – 34:7 и 35:6 в протестантската Библия).
Вярата, че ангелите могат да бъдат водачи и ходатайници за хората, може да се намери в Йов 33:23 – 26, а в Книга на пророк Даниила 10:13 ангелите изглежда са назначени за определени държави. В последния случай „принцът на царството на Персия“ се бори с Гавриил. В същия стих се споменава „Михаил, един от главните князе“.